# Miłada Jędrysik
Miłada Jędrysik – polska dziennikarka prasowa specjalizująca się w tematyce międzynarodowej i społecznej.

## Życiorys
Miłada Jędrysik wychowywała się w Gdańsku, gdzie ukończyła V Liceum Ogólnokształcące. W 1991 ukończyła studia w zakresie historii sztuki na Wydziale Historycznym Uniwersytetu Warszawskiego.
Od 1992 była związana z „Gazetą Wyborczą”. Pracowała początkowo w dziale zagranicznym. Była następnie m.in. publicystką, redaktorką i zastępczynią kierownika „Gazety Świątecznej”. Była korespondentką podczas konfliktów na Bałkanach (w Bośni, Jugosławii, Kosowie). Od września 2016 była związana z czasopismem „Przekrój”. W listopadzie 2017 została zastępczynią redaktora naczelnego, a od grudnia 2018 do marca 2020 była redaktorką naczelną „Przekroju” oraz portalu Przekroj.pl. W 2020 opuściła „Przekrój”. Następnie związana z OKO.press.
Publikowała także w „Tygodniku Powszechnym”, kwartalniku „Książki. Magazyn do czytania”, serwisie Culture.pl, magazynie „W Punkt”.
W 2011 otrzymała nominację do nagrody MediaTory w kategorii „PromoTOR” za cykl „Moje wwwyprawy”. W 2015 była nominowana do Nagrody im. Beaty Pawlak za książkę „Inny front”.

## Publikacje książkowe
- Miłada Jędrysik, Inny front, Warszawa: Grupa Wydawnicza Foksal, 2015, ISBN 978-83-280-1524-1, OCLC 907410100. Brak numerów stron w książce